# Стельмащук Антон Михайлович
Анто́н Миха́йлович Стельмащу́к (6 травня 1947, с. Скородинці Чортківського району Тернопільської області) — український вчений-аграрій, доктор економічних наук, професор.

## Наукова діяльність
- 1978—1981 — навчання в аспірантурі Української сільськогосподарської академії.
- 1982 — захист кандидатської дисертації[1].
- 1991 — захист докторської дисертації[2].

А. М. Стельмащуком написано більше 200[прояснити] наукових праць, видано 5 монографій. Під його керівництвом захищено 3 докторські та 8 кандидатських дисертацій.

## Основні публікації
- Гладич, Б. Б. Аграрний сервіс (організаційно — технологічний аспект) [Текст]: навч. посіб. / Б. Б. Гладич, М. Г. Данильченко, А. М. Стельмащук. — Тернопіль: Економічна думка, 2001. — 366 с.
- Інноваційна діяльність [Текст] / А. М. Стельмащук, Б. Б. Гладич, Б. В. Погріщук [та ін.] ; за ред. А. М. Стельмащука, Б. Б. Гладича. — Тернопіль: Економічна думка, 2002. — 176 с.
- Інноваційна діяльність [Текст] / Б. Б. Гладич, А. М. Стельмащук, М. М. Кулаєць [та ін.] ; за ред. Б. Б. Гладича, А. М. Стельмащука. — Тернопіль: Економічна думка, 2000. — 183 с.
- Інтенсифікація виробництва і соціальний розвиток села [Текст] / В. П. Мертенс, В. Є. Шпигало, А. І. Пастушенко, А. М. Стельмащук. — К. : Урожай, 1986. — 152 с.
- Мертенс, В. П. Шлях щедрого поля [Текст] / В. П. Мертенс, А. М. Стельмащук. — К. : Політвидав, 1984. — 95 с.
- Механізми удосконалення взаємовідносин «людина-природа» в умовах економічної і екологічної кризи [Текст]: матеріали Міжнар. наук.-практ. інтернет-конф. [Івано-Франківськ, 1-2 груд. 2011 р.] / редкол.: І. В. Бакушевич, Я. М. Бакушевич, І. Ф. Баланюк [та ін.]. — Тернопіль: Астон, 2011. — 192 с.
- Олійник, В. М. Внутрішньогосподарський розрахунок і ефективність колгоспного виробництва [Текст] / В. М. Олійник, А. М. Стельмащук. — К. : Урожай, 1986. — 80 с.
- Розвиток виробничої кооперації в сільському господарстві: теорія і практика [Текст]: наук.-практ. посіб. / М. К. Пархомець, А. М. Стельмащук, Л. М. Маланчук, А. П. Сава. — Тернопіль: ТІ АПВ УААН, 2007. — 76 с.
- Розвиток сільськогосподарської обслуговуючої кооперації (на прикладі Тернопільської області) [Текст]: наук.-практ. рек. / М. К. Пархомець, А. М. Стельмащук, М. Г. Саєнко [та ін.] ; за ред. М. К. Пархомця. — Тернопіль: ТАЙП, 2010. — 78 с.
- Стельмащук, А. М. Аграрний сервіс: економіка, організація, ефективність [Текст]: навч. посіб. / А. М. Стельмащук. — Тернопіль: Економічна думка, 2003. — 373 с.
- Стельмащук, А. М. Бухгалтерський облік: теорія, практика, тренінг [Текст]: навч. посіб. / А. М. Стельмащук. — Львів: Новий Світ — 2000, 2012. — 679 с. — (Вища освіта в Україні).
- Стельмащук, А. М. Бухгалтерський облік [Текст]: навч. посіб. / А. М. Стельмащук, П. С. Смоленюк. — К. : ЦУЛ, 2007. — 528 с.
- Стельмащук, А. М. Державне регулювання економіки [Текст] / А. М. Стельмащук. — Тернопіль: Астон, 1998. — 240 с.
- Стельмащук, А. М. Державне регулювання економіки [Текст]: навч. посіб. / А. М. Стельмащук. — Тернопіль: Астон, 2001. — 362 с.
- Стельмащук, А. М. Державне регулювання економіки [Текст]: навч. посіб. / А. М. Стельмащук. — Тернопіль: Економічна думка, 2000. — 317 с.
- Стельмащук, А. М. Державне регулювання економіки [Текст]: навч. посіб. / А. М. Стельмащук. — Тернопіль: Астон, 2001. — 362 с. — Режим доступу : http://library.tneu.edu.ua/images/stories/zmist/2014/літд/Державне%5Bнедоступне+посилання+з+липня+2019%5D регулювання економіки. Стельмащук.pdf.
- Стельмащук, А. М. Економіка і організація інноваційної діяльності [Текст]: навч. посіб. / А. М. Стельмащук, І. К. Половинко. — Тернопіль: Економічна думка, 2005. — 184 с.
- Стельмащук, А. М. Економіка і організація інноваційної діяльності [Текст]: навч. посіб. / А. М. Стельмащук. — Тернопіль: Економічна думка, 2003. — 192 с.
- Стельмащук, А. М. Економіка і організація ринку нерухомості [Текст]: курс лекцій / А. М. Стельмащук, Н. П. Вандяк. — Тернопіль: ТАНГ, 2004. — 320 с.
- Стельмащук, А. М. Економіка і організація туристично-готельного підприємства [Текст]: курс лекцій / А. М. Стельмащук, П. Р. Пуцентейло. — Тернопіль: ТАНГ, 2003. — 376 с.
- Стельмащук, А. М. Економіка підприємництва на ринку товарів і послуг [Текст]: навч. посіб. / А. М. Стельмащук, Б. Б. Гладич. — Тернопіль: Економічна думка, 2003. — 418 с.
- Стельмащук, А. М. Економічна діагностика [Текст]: навч. вид. / А. М. Стельмащук. — Тернопіль: ТАНГ, 2002. — 230 с.
- Стельмащук, А. М. Економічна діагностика [Текст]: навч.посіб. / А. М. Стельмащук. — Тернопіль: ТДЕУ, 2006. — 230 с.
- Стельмащук, А. М. Економічна діагностика підприємств [Текст] / А. М. Стельмащук. — Тернопіль: Економічна думка, 2003. — 268 с.
- Стельмащук, А. М. Економічний механізм прискорення інтенсифікації виробництва в АПК [Текст] / А. М. Стельмащук. — К. : Урожай, 1990. — 160 с.
- Стельмащук, А. М. Експертна оцінка майна, землі і бізнесу підприємства [Текст]: навч. посіб. / А. М. Стельмащук, Ю. А. Стельмащук. — Тернопіль: ТАНГ, 2001. — 236 с.
- Стельмащук, А. М. Експертна оцінка майна, землі і бізнесу підприємства [Текст]: навч. посіб. / А. М. Стельмащук. — Тернопіль: ТАНГ, 2003. — 217 с.
- Стельмащук, А. М. Експертна оцінка майна, землі і бізнесу підприємства [Текст]: навч. посіб. / А. М. Стельмащук. — Тернопіль: ТАНГ, 2003. — 217 с.
- Стельмащук, А. М. Експертно-економічна оцінка майна, землі і бізнесу підприємства [Текст]: навч. посіб. / А. М. Стельмащук, Б. Б. Гладич, Н. П. Вандяк. — Тернопіль: ТАНГ, 2002. — 162 с.
- Стельмащук, А. М. Зовнішньоекономічна діяльність [Текст]: навч. посіб. / А. М. Стельмащук. — Тернопіль: ТАНГ, 2003. — 223 с.
- Стельмащук, А. М. Оцінка бізнесу, землі та майна підприємства [Текст]: практ. посіб. / А. М. Стельмащук, О. С. Стельмащук. — Тернопіль: Астон, 1997. — 200 с.
- Стельмащук, А. М. Ризики в сучасному підприємництві [Текст]: навч. вид. / А. М. Стельмащук, П. Р. Пуцентейло. — Тернопіль: Економічна думка, 2003. — 185 с.
- Фінансово-економічний механізм інноваційного розвитку і формування конкурентних переваг підприємств і територій [Текст]: матеріали Міжнар. наук.-практ. інтернет-конф. [Чернівці, 17-18 листоп. 2011 р.] / редкол. : І. В. Бакушевич, Я. М. Бакушевич, І. Ф. Баланюк [та ін.] ; відп. за вип. В. К. Євдокименко. — Тернопіль: Астон, 2011. — 163 с.
- Формування і ефективне використання ресурсного потенціалу територій, галузей і підприємств національної економіки [Текст]: матеріали міжнар. наук.-практ. інтернет-конф. [ Хмельницький, 29-30 верес. 2011 р.] / редкол. : І. В. Бакушевич, Я. М. Бакушевич, І. Ф. Баланюк [та ін.]. — Тернопіль: Астон, 2011. — 220 с.